# 引揚者一覧
引揚者一覧（ひきあげしゃいちらん）は、外地引揚者として日本に帰国した人物の一覧表である。

## 樺太
- 浅井タケ - アイヌ民族
- 金井昭雄 - 富士メガネ会長
- 金子俊男 - ジャーナリスト
- 高英男 - 歌手、俳優
- 北川ゴルゴロ - ウィルタ（オロッコ）民族のシャーマン
- 北原じゅん - 作曲家
- こまどり姉妹 - 歌手
- 近藤洋介 (俳優) - 俳優
- 鹿戸明 - 騎手
- 鹿戸幸治 - 騎手
- 城卓矢 - 歌手、俳優
- せんだみつお - コメディアン
- 大鵬幸喜 - 第48代横綱
- 中村忠 (空手家) - 空手家
- 似鳥昭雄 - ニトリ社長
- 堀達也 - 第5代北海道知事
- 吉田知子 - 小説家、静岡県生まれ
- 李恢成 - 小説家
- 輪島功一 - ボクサー

## 朝鮮
- 相田洋 - ディレクター
- 有馬稲子 - 女優、宝塚歌劇団卒業生、大阪府生まれ
- 井沢満 - 脚本家
- 五木寛之 - 小説家、福岡県生まれ
- 鎌田敏夫 - 脚本家
- 小林千登勢 - 女優
- 佐木隆三 - 小説家
- 砂田弘 - 児童文学作家
- 滝本利一郎 - 作曲家
- 竹島紀元 - 編集者、映画監督
- 伊達得夫 - 編集者
- ダン池田 - ミュージシャン
- 鼓直 - 文学研究者、岡山県生まれ
- 中丸明 - 作家
- 中村清 - 陸上競技指導者
- 成田豊 - 実業家
- 西川長夫 - 学者
- 橋田壽賀子 - 脚本家
- 藤田敏八 - 映画監督
- 二神能基 - 引きこもり支援法人運営
- 本田靖春 - ノンフィクション作家
- 皆川博子 - 小説家
- 山崎広太郎 - 政治家

## 満州国・関東州
- 赤木春恵 - 女優
- 赤塚不二夫 - 漫画家
- 穐吉敏子 - ジャズピアニスト
- 浅丘ルリ子 - 女優
- 朝比奈隆 - 指揮者
- 井川比佐志 - 俳優
- 石水勲 - 実業家
- 糸居五郎 - アナウンサー、東京都生まれ育ち
- 岩見隆夫 - 政治評論家
- 上田トシコ - 漫画家
- 梅宮辰夫 - 俳優
- 大来佐武郎 - エコノミスト、元外務大臣
- 小川游 - 洋画家
- 小澤征爾 - 指揮者
- 小澤俊夫 - 文学者
- 加藤登紀子 - シンガーソングライター
- 北見けんいち - 漫画家
- 清岡卓行 - 詩人
- 草野仁 - アナウンサー
- 木暮実千代 - 女優・山口県生まれ育ち
- 古今亭志ん生 (5代目) - 落語家、東京都生まれ育ち
- 嵯峨浩 - 満州国皇帝・愛新覚羅溥儀の皇弟・愛新覚羅溥傑の妻、華族・東京生まれ
- 貞永方久 - 映画監督
- 澤地久枝 - ノンフィクション作家、東京都生まれ
- 沢村忠 - キックボクサー
- 澤蘭子 - 宝塚歌劇団卒業生、元女優
- ジェームス三木 - 脚本家
- 重園贇雄 - 作詞家
- 松鶴家千とせ - 漫談家
- 千田夏光 - ノンフィクション作家
- 高野悦子 (映画運動家) - 映画運動家
- 宝田明 - 俳優・朝鮮出身
- 但馬久美 - 宝塚歌劇団卒業生、タレント、元参議院議員
- 田勢康弘 - ジャーナリスト
- 谷山花猿 - 俳人、大学教授
- 田村大五 - スポーツジャーナリスト、新潟県生まれ
- ちばあきお - 漫画家
- ちばてつや - 漫画家、東京都生まれ
- 常森寿子 - ソプラノ歌手
- 富山敬 - 声優
- 豊蔵一 - セントラル・リーグ元会長、東京都出身
- 中真千子 - 女優
- なかにし礼 -作詞家、小説家
- 七三太朗 - 漫画家
- 新田次郎 - 小説家、気象学者、長野県生まれ育ち
- 根岸英一 - 化学者、2010年ノーベル化学賞受賞
- 橋達也 - コメディアン
- 板東英二 - 野球選手、タレント
- ビクトル古賀 - 格闘家
- 平田昭吾 - 絵本作家
- 広岡球志 - 漫画家
- 福永嫮生 - 愛新覚羅溥傑と嵯峨浩夫妻の次女、東京都生まれ
- 藤原行正 - 政治家
- 藤原正彦 - 数学者、エッセイスト
- 藤原てい - 作家・長野県生まれ育ち
- 冬柴鐵三 - 政治家
- 古谷三敏 - 漫画家
- 蒔田尚昊 - 作曲家
- 松島トモ子 - 歌手
- 松平定知 - アナウンサー
- 三木卓 - 詩人・東京都生まれ
- 水野忠夫 - 文学者
- 水野晴郎 - 映画評論家、岡山県生まれ
- 三石千尋 - スタントマン
- 南風洋子 - 宝塚歌劇団卒業生、女優
- 宮尾すすむ - タレント
- 森繁久彌 - 俳優・大阪府生まれ育ち
- 森徹 - 野球選手
- 山崎拓 - 政治家
- 山崎正和 - 劇作家、評論家
- 山下典子 - アドバイザー、ジェームス三木の元妻
- 山田洋次 - 映画監督・大阪府生まれ

## 中華民国（満州以外の中国本土）
- 生島治郎 - 小説家
- 石津謙介 - ファッションデザイナー、岡山県生まれ
- 出田憲二 - 作曲家、平成音楽大学創立者
- 牛島秀彦 - ノンフィクション作家
- ミッキー・カーチス - ミュージシャン、俳優
- 雁屋哲 - 漫画原作者
- 木村元 - 俳優
- 雲野かよ子 - 宝塚歌劇団卒業生、日本舞踊講師・振付家
- 古城都 - 宝塚歌劇団卒業生
- 坂口利雄 - 歌人、作詞家
- 佐保美代子 - 宝塚歌劇団卒業生
- 立花隆 - ジャーナリスト、長崎県生まれ
- 鳩山幸 - 宝塚歌劇団卒業生・元ファーストレディ、ライフコーディネーター
- 広河隆一 - フリージャーナリスト、戦場カメラマン、政治活動家
- 藤田淑子 - 声優
- 三船敏郎 - 俳優
- 村井国夫 - 俳優
- 矢ノ浦国満 - 野球選手
- 山口淑子（李香蘭） - 歌手
- 山田信夫 (脚本家) - 脚本家
- 山吹まゆみ - 女優、宝塚歌劇団卒業生

## 台湾
- 浜四津敏子 - 政治家
- 玻座間里芳 - 医学博士、作詞家
- 林虎彦 - 実業家

## ベトナム
- 櫻井よしこ - ジャーナリスト

## フィリピン
- 内田忠男 - ジャーナリスト
- 東峰夫 - 小説家